# Wang Zhihuan
Wang Zhihuan chinesisch 王之渙 / 王之涣, Pinyin Wáng Zhīhuàn (* 688; † 742) ist ein chinesischer Dichter der Tang-Dynastie. Überliefert sind sechs seiner Gedichte in Form des Jueju, unter anderem die „Besteigung des Storchenturmes“.